# 良洞村
良洞村（ヤンドンマウル、朝鮮語: 양동마을）は、大韓民国慶尚北道慶州市江東面にある伝統民俗村。慶州市中心部から北へ約25kmのところに位置し、安東河回村とならんで両班の村として知られる。
村全体が重要民俗文化財（旧称：重要民俗資料）第189号に指定（1984年12月20日）されており、また、2010年7月31日に河回村とともにユネスコの世界遺産に登録された。

## 概要
李朝時代に両班であった月城孫氏（慶州孫氏）と驪江李氏（驪州李氏）の同族村であり、この2氏がある時は互いに競争し、またある時は互いに協力しながら約600年にも亘って発展した村である。中宗に仕えた有名な学者である李彦迪をはじめ、多くの人物を輩出している。
幾度の戦火に見舞われた朝鮮半島において、当時の様子を現在に伝える数少ない貴重な集落であり、現在も約150戸ほどの家屋が現存し、今もなお生活している。
1992年、イギリスのチャールズ3世（当時皇太子）が訪問した。

## 指定文化財
村内には国宝1点、宝物4点、重要民俗文化財12点、慶尚北道有形文化財2点、慶尚北道記念物1点、慶尚北道民俗文化財1点、慶尚北道文化財資料1点、慶尚北道郷土文化財2点の計24点の指定文化財があり、また村自体が韓国の重要民俗文化財第189号に指定されている。
| 区分                       | 名称                 | 時代 | 指定日     | 備考     |
| -------------------------- | -------------------- | ---- | ---------- | -------- |
| 国宝 第283号               | 通鑑続編             | 李朝 | 1995.03.10 | 月城孫氏 |
| 宝物 第411号               | 無忝堂               | 李朝 | 1964.11.14 | 驪江李氏 |
| 宝物 第412号               | 香壇                 | 李朝 | 1964.11.14 | 驪江李氏 |
| 宝物 第442号               | 観稼亭               | 李朝 | 1966.04.11 | 月城孫氏 |
| 宝物 第1216号              | 孫昭肖像             | 李朝 | 1995.03.10 | 月城孫氏 |
| 重要民俗文化財 第23号      | 書百堂               | 李朝 | 1970.12.29 | 月城孫氏 |
| 重要民俗文化財 第73号      | 楽善堂               | 不明 | 1979.01.26 | 月城孫氏 |
| 重要民俗文化財 第74号      | 沙湖堂古宅           | 李朝 | 1979.01.26 | 驪江李氏 |
| 重要民俗文化財 第75号      | 賞春軒古宅           | 李朝 | 1979.01.26 | 驪江李氏 |
| 重要民俗文化財 第76号      | 謹庵古宅             | 李朝 | 1979.01.26 | 驪江李氏 |
| 重要民俗文化財 第77号      | 杜谷古宅             | 李朝 | 1979.01.26 | 驪江李氏 |
| 重要民俗文化財 第78号      | 守拙堂               | 李朝 | 1979.01.26 | 驪江李氏 |
| 重要民俗文化財 第79号      | 二香亭               | 李朝 | 1979.01.26 | 驪江李氏 |
| 重要民俗文化財 第80号      | 水雲亭               | 李朝 | 1979.01.26 | 月城孫氏 |
| 重要民俗文化財 第81号      | 心水亭               | 李朝 | 1979.01.26 | 驪江李氏 |
| 重要民俗文化財 第82号      | 安楽亭               | 李朝 | 1979.01.26 | 月城孫氏 |
| 重要民俗文化財 第83号      | 講学堂               | 李朝 | 1979.01.26 | 驪江李氏 |
| 慶尚北道有形文化財 第13号  | 敵愾功臣論賞録券     | 李朝 | 1972.12.29 | 月城孫氏 |
| 慶尚北道有形文化財 第14号  | 孫昭先生分財記       | 李朝 | 1972.12.29 | 月城孫氏 |
| 慶尚北道記念物 第8号       | 良洞のイブキ（樹木） | 李朝 | 1974.12.10 | 月城孫氏 |
| 慶尚北道民俗文化財 第34号  | 対聖軒               | 李朝 | 1982.02.24 | 驪江李氏 |
| 慶尚北道文化財資料 第261号 | 孫宗老旌忠碑閣       | 李朝 | 1992.07.18 | 月城孫氏 |

また、世界遺産の対象範囲としては、村の周辺数kmの場所に位置する玉山書院（史跡第154号）、独楽堂（宝物第413号）、東江書院（慶尚北道記念物第114号）なども含まれている。中でも玉山書院には多数の指定文化財が保管されている。

## ギャラリー

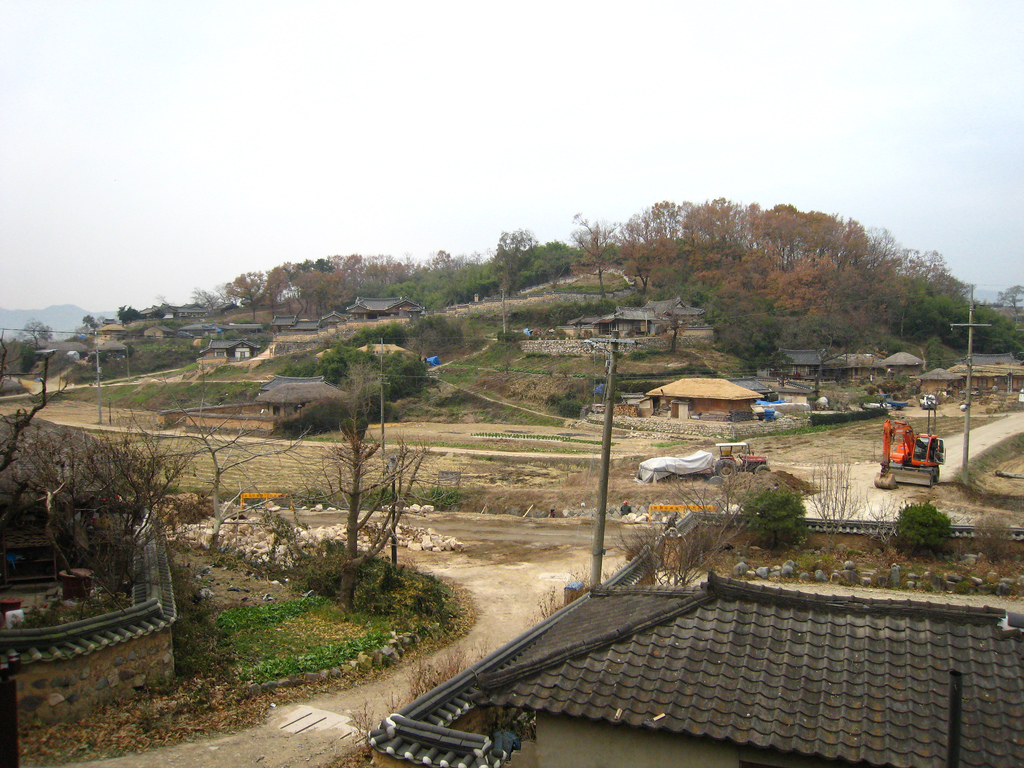
村の眺め
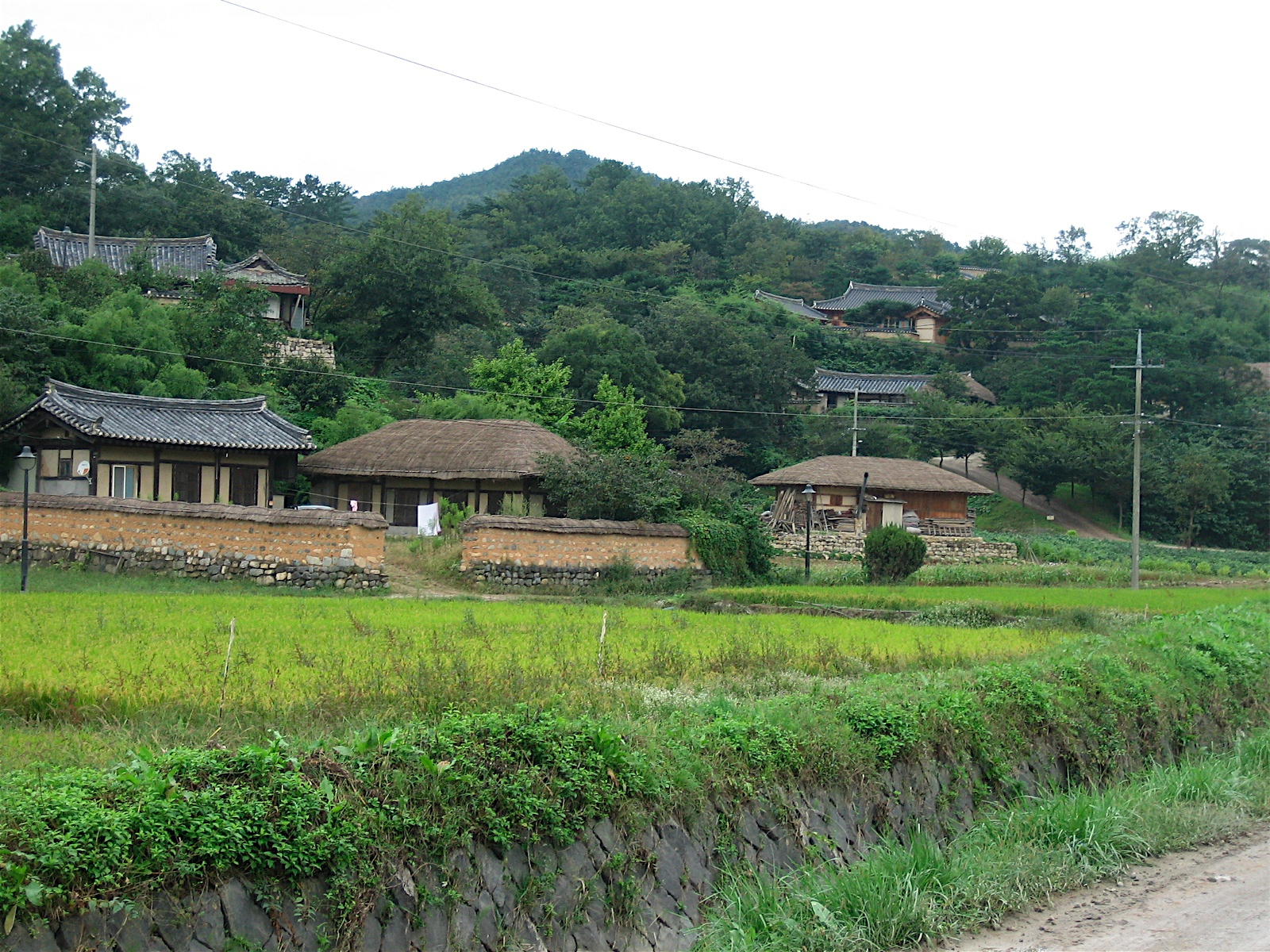
村の眺め
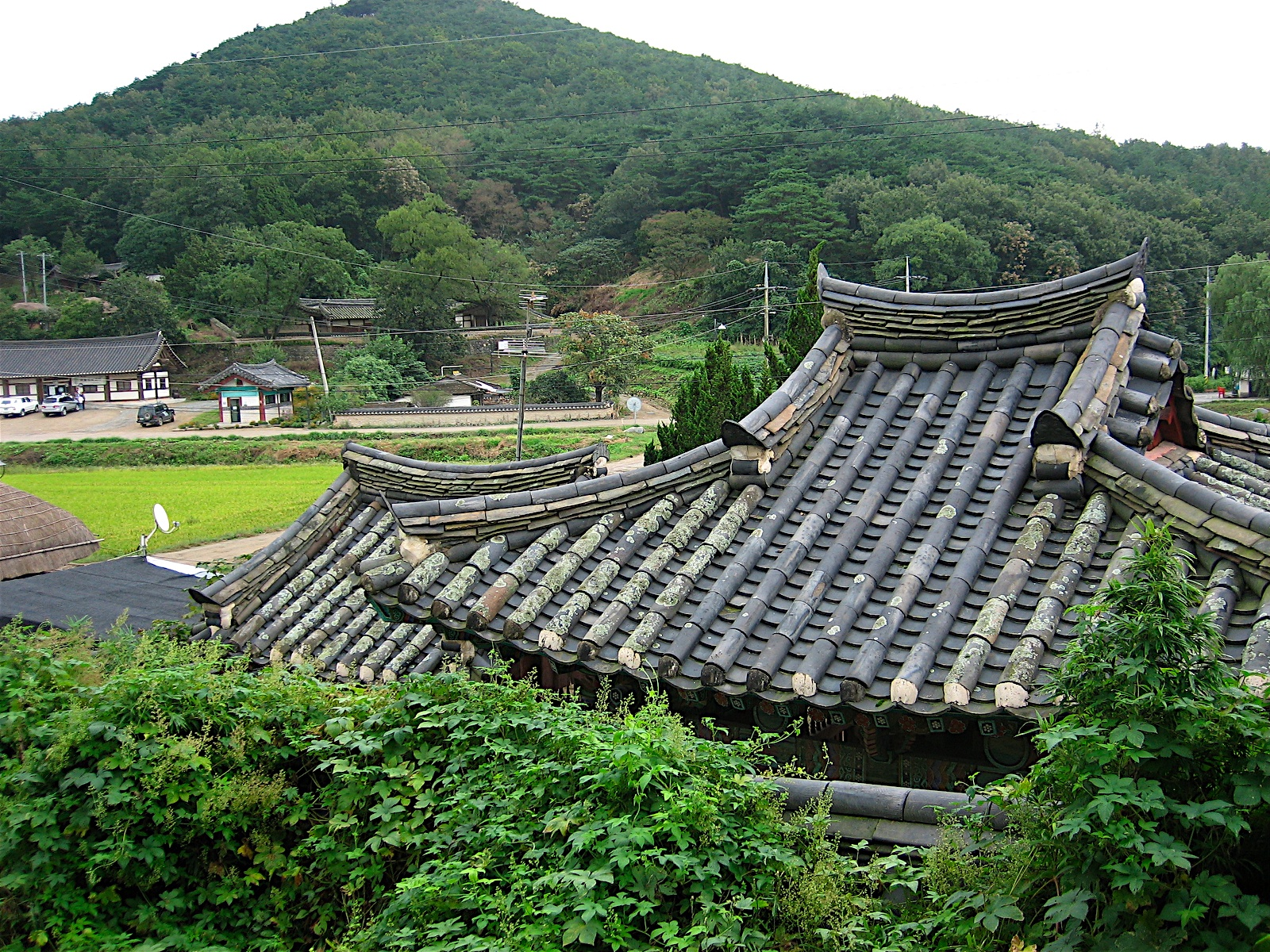
伝統家屋
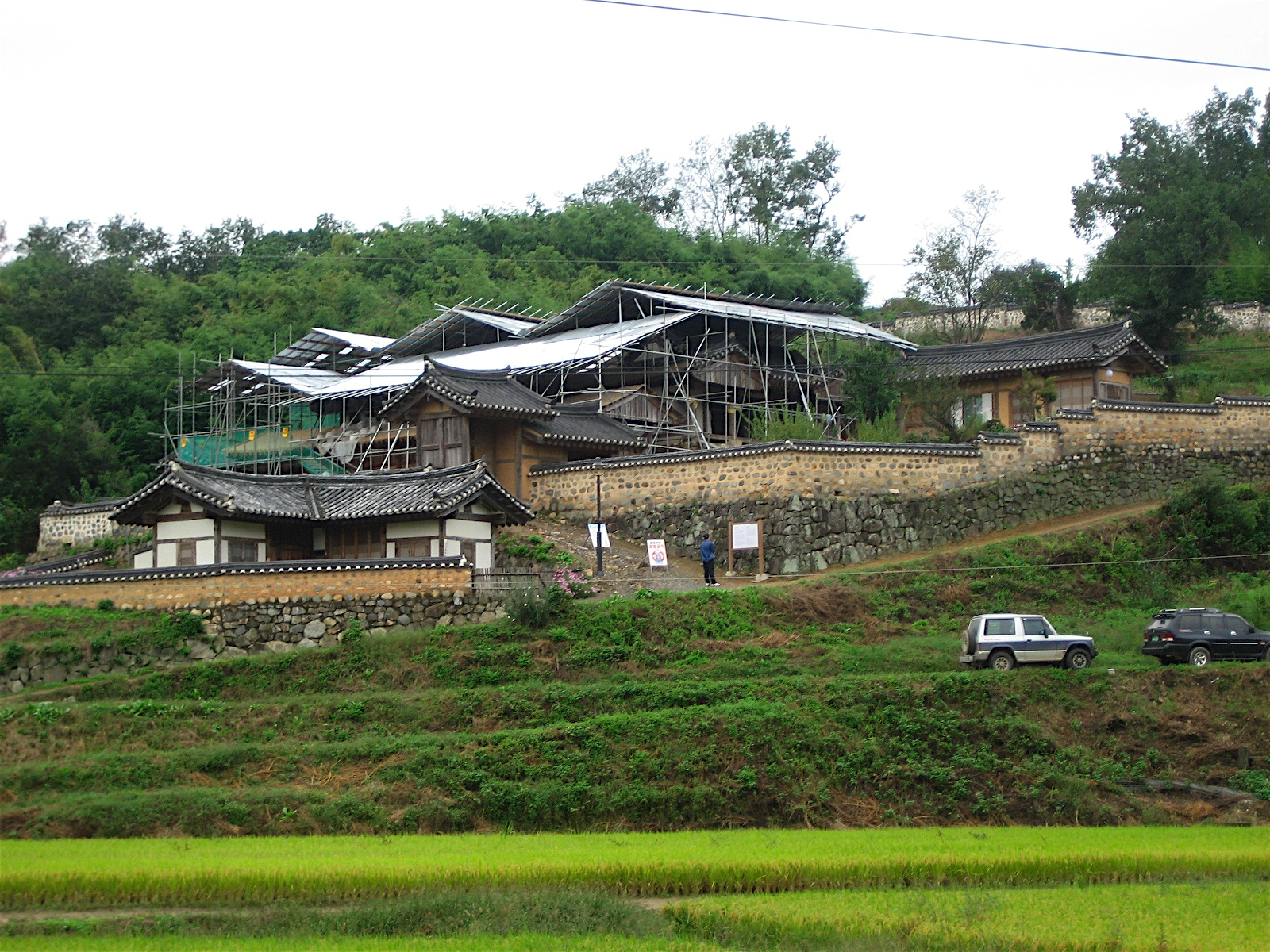
香壇（改修工事中）
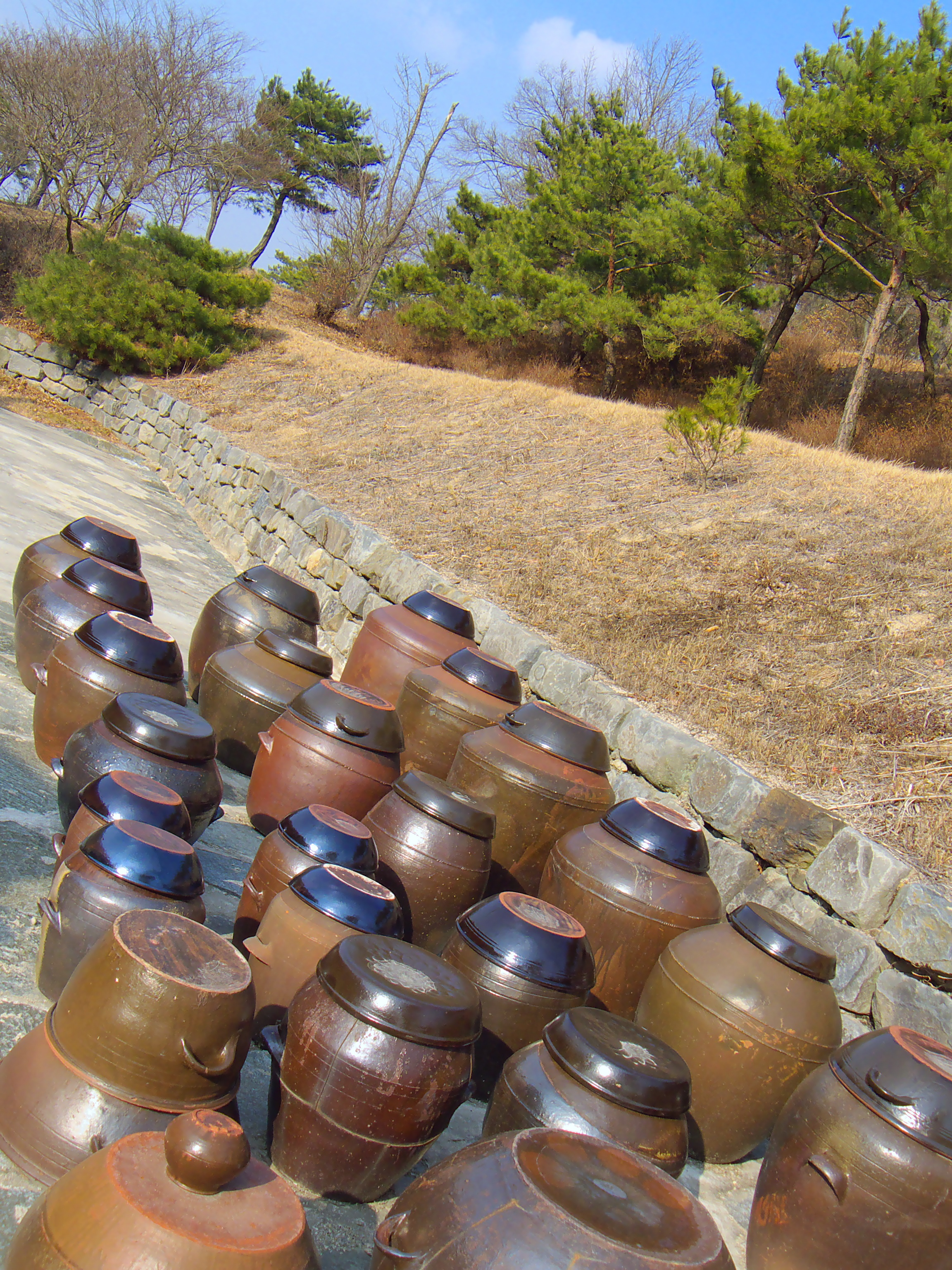
醤甕台
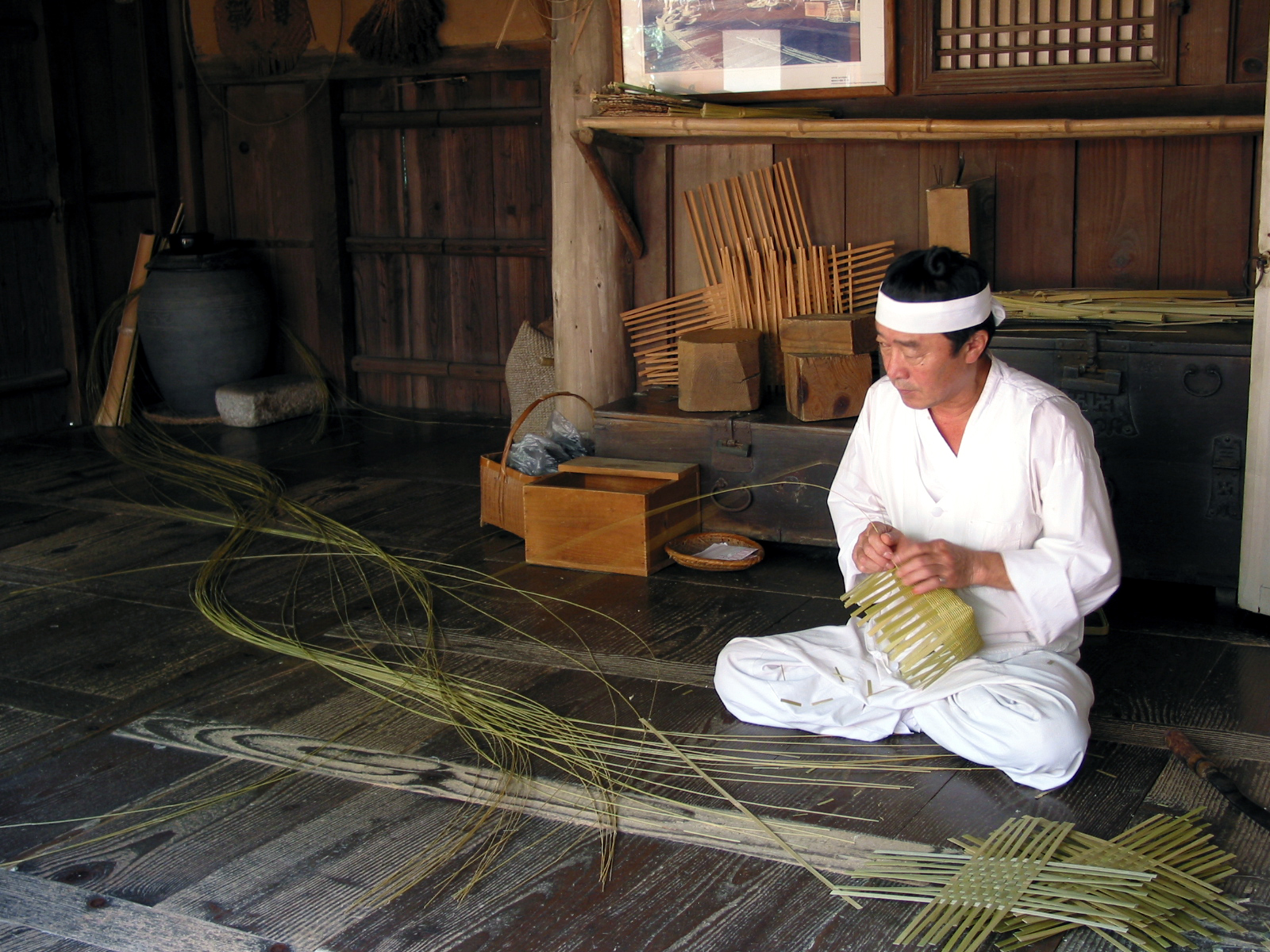
伝統的な籠を作る様子

## 交通

### バス
慶州市より
慶州市外バスターミナルから：200、202、205～208、212番に乗車。
慶州駅から：203番に乗車。
安康市外ターミナルから：252番に乗車。
浦項市より
浦項市外バスターミナルから：600または700番に乗車。